# Puente de Atongo
El Puente de Atongo es una estructura ubicada en el municipio de Soyaniquilpan de Juárez, Estado de México. Desde agosto de 2010 es considerada como Patrimonio de la Humanidad por la Unesco como parte del Camino Real de Tierra Adentro. El puente fue construido en el siglo XVII y está hecho de mampostería de piedra, con una calzada de asfalto de 45 centímetros de ancho.